# Cinco Paul
Cinco Paul (* 5. Mai 1964 in Phoenix, Arizona) ist ein US-amerikanischer Drehbuchautor. Er verdankt seinen Vornamen dem mexikanischen Feiertag Cinco de Mayo aufgrund seines Geburtstages. Er arbeitet seit 2001 regelmäßig mit dem Drehbuchautor Ken Daurio zusammen. Bekannt wurden beide vor allem für ihre Drehbücher zu den Animationsfilmen von Illumination Entertainment.
2017 wurde er in die Academy of Motion Picture Arts and Sciences (AMPAS) aufgenommen, die alljährlich die Oscars vergibt.

## Filmografie (Auswahl)
- 1997: Danny, der Kater – Vier Pfoten erobern Hollywood (Cats Don’t Dance)
- 2001: Bubble Boy
- 2002: Santa Clause 2 – Eine noch schönere Bescherung (The Santa Clause 2)
- 2003: Special (Kurzfilm)
- 2006: Wo ist Fred?
- 2008: Horton hört ein Hu! (Horton Hears a Who!)
- 2008: College Road Trip
- 2010: Ich – Einfach unverbesserlich (Despicable Me)
- 2011: Hop – Osterhase oder Superstar? (Hop)
- 2012: Der Lorax (Dr. Seuss' The Lorax)
- 2013: Ich – Einfach unverbesserlich 2 (Despicable Me 2)
- 2015: Minions: Mini-Movie – Competition (Kurzfilm)
- 2016: Pets (The Secret Life of Pets)
- 2017: Ich – Einfach unverbesserlich 3 (Despicable Me 3)
- 2021: Schmigadoon! (Fernsehserie)

## Werk
- Cinco Paul, Ken Daurio: Sleepy Kittens (Despicable Me). 2010, LB Kids, ISBN 978-0316083812